# Автонормаль (завод)
АО «Белебеевский завод „Автонормаль“» (АО БелЗАН) — предприятие в России по производству крепежных изделий и пружин для автомобильной промышленности, входящее в структуру ГК «Ростех».

## История
14 февраля 1967 года Постановлением Совета Министров СССР принято решение построить новые предприятия по производству комплектующих изделий для Волжского автозавода, в том числе — Белебеевский завод нормалей и метизов.
В ноябре 1970 года на Волжский автозавод была отправлена первая партия продукции завода — детали 10 наименований на 500 машинокомплектов.
В 1971 году, в связи с расширением производства для обеспечения нормалями Камского автозавода, предприятие было переименовано в Белебеевский завод «Автонормаль».
2 декабря 1992 года было принято решение о создании на базе завода «Автонормаль» ОАО «Автонормаль».
17 мая 2002 года на общем собрании акционеров принято решение о реорганизации ОАО «Автонормаль» путём выделения из него ОАО «Белебеевский завод „Автонормаль“» (ОАО «БелЗАН»).

## Деятельность
На мощностях АО «БелЗАН» имеется возможность производить различные крепёжные изделия и пружины, изготовленные по ГОСТ, ОСТ, ОСТ 1, DIN, а также других европейских стандартов и специальные изделия по чертежам заказчика, с различным классом прочности. Предприятие имеет большой опыт в разработке и производстве пружин клапана и пружин демпфера для автомобилей ВАЗ, КАМАЗ, ГАЗ, УАЗ и др. АО «БелЗАН» обладает компетенциями и всем спектром оборудования (в том числе для проведения испытаний) и технологий для производства крепежных изделий и пружин методом холодной навивки.
Предприятие располагает парком оборудования для производства полного цикла от подготовки металла и изготовления инструмента, до термообработки и нанесения защитных покрытий с контролем качества на каждой операции и проведения испытаний в собственных лабораториях.
На сегодняшний день, АО «БелЗАН» поставляет крепёжные изделия и пружины значительному числу предприятий, работающих в Российской автомобильной промышленности: РЕНО-НИССАН-АВТОВАЗ, Группа КАМАЗ, Группа ГАЗ, Группа УАЗ, ООО «Фольксваген Групп Рус» и другие
Действующая система менеджмента качества соответствует требованиям стандарта ИСО ТУ 16949, ГОСТ Р ИСО 14001 и сертифицирована немецкой фирмой DQS. АО «БелЗАН» успешно прошел аудиты на соответствие требованиям Supplier Health Check, A-SSCE (РЕНО-НИССАН-АВТОВАЗ), Анализа потенциала по VDA 6.3 (Фольксваген) и др.
На территории АО «БелЗАН» создано структурное подразделение АО «РТ Техприемка» — Техническая приемка № 56.
Помимо поставок на все автосборочные конвейера России, АО «БелЗАН» имеет успешный опыт поставок продукции значительному числу предприятий, входящих в АО «ОДК», АО «Технодинамика», АО «Корпорация ТРВ», АО «ОАК», Концерн «Калашников», АО «Концерн ВКО „Алмаз-Антей“», АО «Вертолеты России» и другие.

## Санкции
После вторжения России на Украину завод «Автонормаль» был включён в санкционный список стран Евросоюза.